# Snus

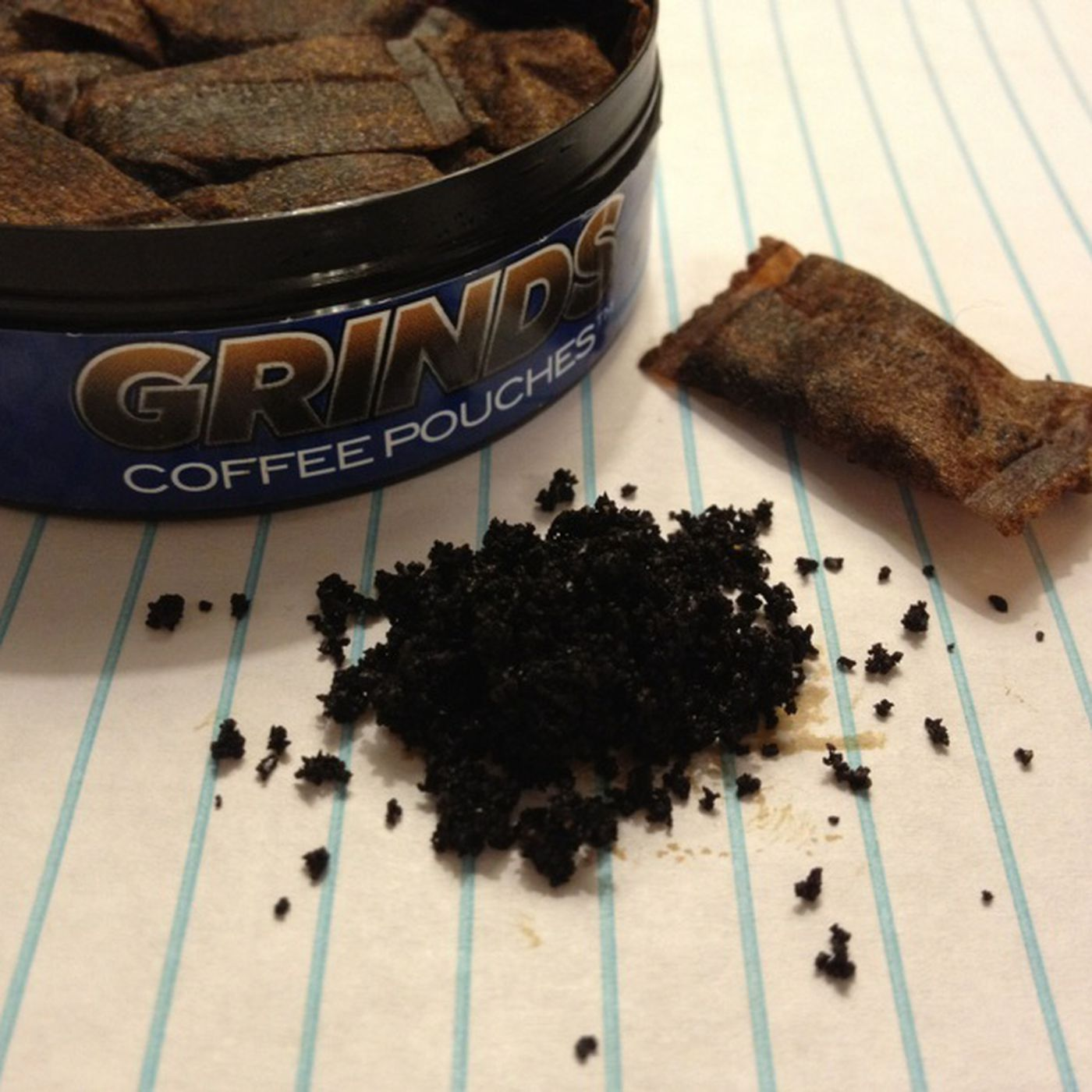
Snus solto e porcionado

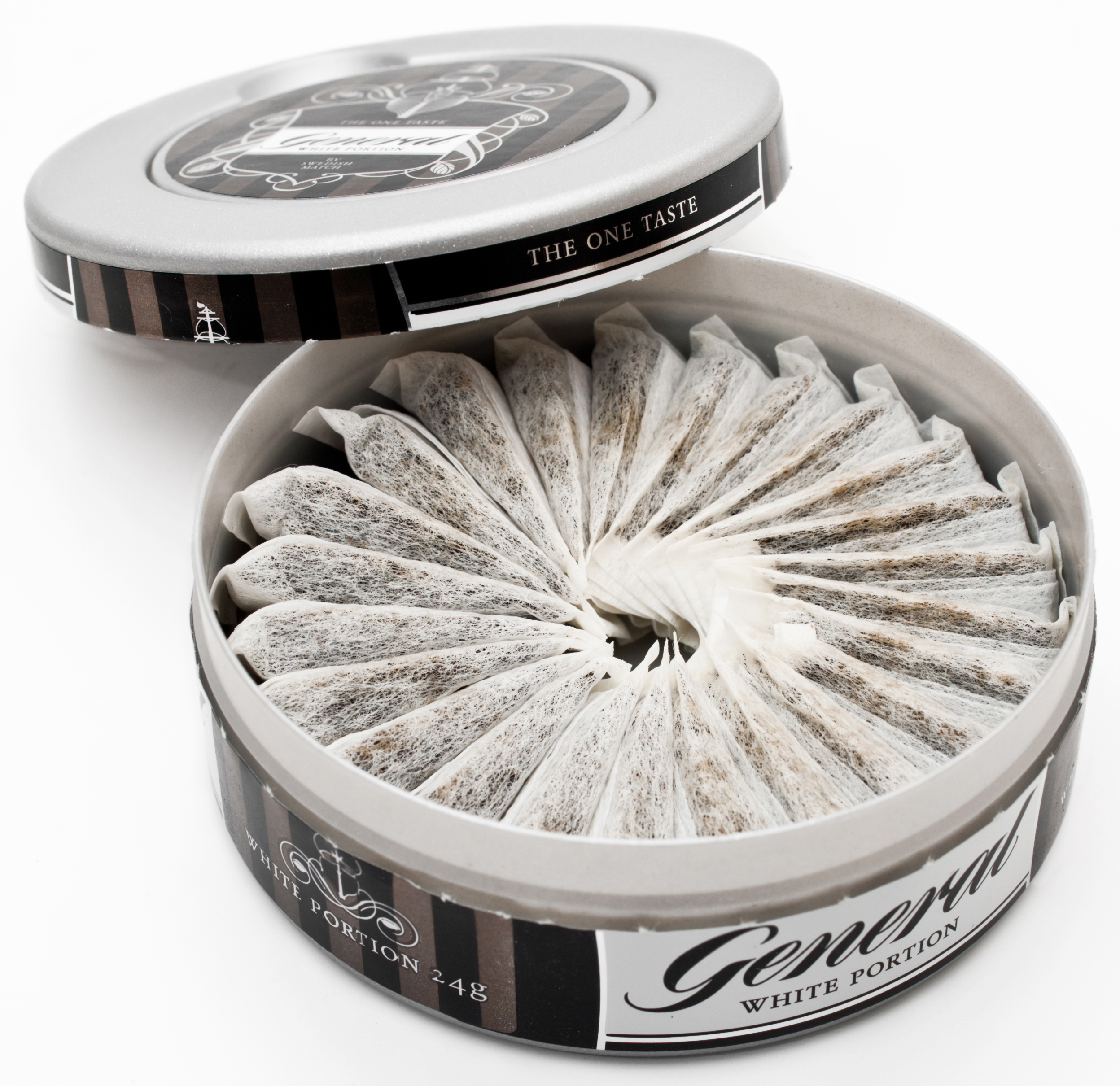
Confecção de snus em porções

Snus ( PRONÚNCIA) é um termo sueco utilizado para indicar um tabaco em pó, umedecido, para absorção oral. 
É colocado na boca, debaixo do lábio superior, onde a saliva dissolve a nicotina e a faz entrar no corpo através da mucosa bocal.

É composto por tabaco em pó, água, carbonato de sódio e carbonato de potássio.

É produzido através de fermentação ou pasteurização a alta temperatura.

O produto pode ser encontrado em uma variedade muito grande de sabores, mas sempre em duas variantes básicas: Lös (solto), um pó húmido e soldo que deve ser prensado entre os dedos antes do uso, ou Porcionado, em que o produto já vem em uma determinada porção (pequena, média, normal ou grande) preparada em bolsinhas (sachês).
Para o uso o produto em sua forma solta ou em sachês é acomodado abaixo do lábio superior (entre o lábio e a gengiva). Mantem seu sabor e ação durante horas. 
O produto tem sua origem do rapé tradicional, mas não deve ser confundido com esse produto que por sua vez é aspirado. O snus também não deve ser confundido com o fumo de mascar.
Especula-se que esse produto seja uma forma menos nociva de consumo do tabaco, devido sua forma de preparo industrial e uso sem combustão.